# Kingdom of Madness
Kingdom of Madness, lanzado en 1997, es el segundo álbum de la banda alemana de power metal Edguy, usualmente se refiere a este como el "álbum debut" de la banda, ya que fue el primero grabado profesionalmente, es decir con una compañía disquera.

## Lista de canciones
1. "Paradise" – 6:24
2. "Wings of a Dream" – 5:24
3. "Heart of Twilight" – 5:32
4. "Dark Symphony" – 1:05
5. "Deadmaker" – 5:15
6. "Angel Rebellion" – 6:44
7. "When a Hero Cries" – 3:59
8. "Steel Church" – 6:29
9. "The Kingdom" – 18:23

## Formación
- Jens Ludwig – Guitarra
- Tobias Sammet – Voces, bajo, Teclado
- Dirk Sauer – Guitarra
- Dominik Storch – Batería

- Datos: Q286208